# دينا عبد العزيز
دينا عبد العزيز محمد السيد عضو مجلس النواب المصري  في برلمان مصر 2015 عن دائرة حلوان عملت باحثة اقتصادية بوزارة التعاون الدولي وكاتبة لمقالات الرأي الاجتماعية والسياسية. و كمذيعة تحت التمرين بالتلفزيون المصري في الفترة من 2009- 2010.

## الدراسة
تخرجت دينا من كلية الاقتصاد والعلوم السياسية. وحصلت دينا عبد العزيز على ماجستير علوم سياسية عام 2011 من كلية الاقتصاد والعلوم السياسية جامعة القاهرة، في موضوع الترويج للديمقراطية كأحد أهداف السياسة الخارجية الأمريكية في الفترة (2001: 2008) دراسة حالة مصر.
وحصلت دينا عبد العزيز على الدكتوراه علوم سياسية من كلية الاقتصاد والعلوم السياسية جامعة القاهرة، في سياسة الولايات المتحدة تجاه تغيير النظم في الشرق الأوسط.

## البرلمان
تمثل دينا دائرة حلوان والمعصرة بعد نجاحها كمستقل في معركة شرسة مع 7 مرشحين، وحصلت في الجولة الأولى على على 19 ألفًا و734 صوتًا، وتعد من أصغر نائبات مجلس النواب الجديد. لقبت بسندريلا البرلمان، و ملكة جمال البرلمان المصرى واعتبرها البعض صوت المستضعفين تحت قبة البرلمان، وقالت عن سبب ترشحها، إنها ترشحت لحبها للوطن وسعيها الدؤوب في التطوير والنهضة إلى الأمام والرفع من شأن البلد. وقد ذكرت في وقت سابق أنها كانت تفكر في الترشح في الانتخابات منذ كانت في 3 إعدادي، وكانت تنوي الترشح للانتخابات بالدورة الماضية إلا أن الأجواء لم تكن مطمئنة.
ذكرت أنها ستهتم بالقوانين الرادعة للعنف ضد المرأة، مؤكدة أن دور النائب يتلخص في مراقبة تفعيل تلك القوانين ومراقبة السلطة التنفيذية. وقد اختارت لجان التنمية المحلية والإسكان والصحة، للعمل بها، معتبرة أن دائرتها تعاني من العشوائيات وافتقار الخدمات الصحية وتوقف وحدات سكنية مخصصة للشباب، هو ما دفعها لاختيار الـ 3 لجان.